# Bootsmann auf der Scholle
Bootsmann auf der Scholle ist der Titel eines Kinderbuches von Benno Pludra. Die Illustrationen im Buch stammen von Werner Klemke. Das Buch erschien 1959 im Kinderbuchverlag der DDR und wurde seitdem vielfach verkauft und neu aufgelegt. Werner Krauße verfilmte die Geschichte im Jahr 1962.

## Inhalt
Bootsmann ist der Name eines Hundes von Kapitän Putt Bräsing. Die Kinder Uwe, Katrinchen und Jochen sind im Winter mit dem Hund zum Spielen ans Ufer einer Bucht gekommen. Auf einer der Eisschollen am Ufer spielen Jochen und Bootsmann. Als sie bricht, rettet sich Jochen durch einen Sprung ans Ufer, Bootsmann aber treibt mit der Scholle ab. Während Jochen wegläuft und das nach Hilfe geschickte Katrinchen nicht zurückkommt, fährt Uwe in einem Ruderkahn Bootsmann hinterher auf die Ostsee hinaus. Er schafft es jedoch nicht, den Hund auf der Scholle zu erreichen. Schiffsführer Feodor an Bord des Schiffs Tante Jelena entdeckt erst die Eisscholle, dann den Kahn und sendet die beiden Matrosen Mischa und Kolja in einem Beiboot aus. Erst wird der Junge und dann auch Bootsmann gerettet.

## Ausgaben
- Die kleinen Trompeterbücher, Band 3, Kinderbuchverlag der DDR, Berlin, 1959
- Neuauflage im Kinderbuchverlag, Weinheim 2004, ISBN 3-358-03019-9.
- Neuauflagen bei Beltz/Der Kinderbuchverlag 2009/2015, ISBN 978-3-407-77106-3

## Verfilmung
- „Bootsmann auf der Scholle“, Trickfilm, DEFA-Studio für Trickfilme 1962, Regie: Werner Krauße

## Auszeichnungen
Das Buch wurde beim Preisausschreiben für Kinder- und Jugendliteratur des Ministeriums für Kultur 1959 mit einem Preis ausgezeichnet.